# There'll Always Be an England
"There'll Always Be an England", är en brittisk patriotisk sång som skrevs 1939 av Ross Parker och Hughie Charles. Sången publicerades sommaren 1939 och blev mycket populär vid utbrottet av andra världskriget, den 1 september samma år, då den med framgång sjöngs av Vera Lynn.
En senare version av sången sjöngs av Tiny Tim vid Isle of Wight Festivalen 1970 och punkbandet Sex Pistols brukade äntra scenen till denna melodi, den har också givit namn till deras enda live-DVD.

## Utdrag ur texten
| ” | There'll always be an England. And England shall be free. If England means as much to you. As England means to me. | „ |